# Max Mason
Max Mason   (Madison, 26 d'octubre de 1877 - Claremont, 23 de març de 1961) va ser un matemàtic nord-americà.

## Vida i obra
Mason no va utilitzar mai el seu primer nom, que era Charles, i va fer servir sempre el seu segon nom, Max. Va acabar els seus estudis secundaris a Madison High School el 1894 i es va graduar a la universitat de Wisconsin a Madison. Després d'un curs donant classes a secundària, va anar a ampliar estudis a Alemanya a la universitat de Göttingen en la qual es va doctorar el 1903 sota la direcció de David Hilbert.
En tornar d'Alemanya, va fer classes al MIT durant un curs i a la Universitat Yale durant quatre cursos, abans de ser nomenat professor de la universitat de Wisconsin el 1908. Va ser professor d'aquesta universitat fins al 1925, excepte dos anys (1917-1919) en que, dins dels esforços de guerra, va treballar pel National Research Council desenvolupant un sistema de detecció de submarins que significaria un dels primers sonars de la història.
El 1925 va ser escollit president de la universitat de Chicago, càrrec en el qual va estar menys de tres anys, ja que el 1928 va acceptar el càrrec de director de la divisió de ciències naturals de la Fundació Rockefeller de la qual va passar a ser president a partir de 1929. Des d'aquest càrrec va impulsar un fons d'emergència per ajudar científics europeus que fugien del règim nazi (la major part d'ells jueus), tot i que, en opinió de Richard Courant no va ser gaire actiu en aquest sentit. Va ser president de la Fundació fins al 1935, any en el qual es va traslladar a Califòrnia on va dirigir les obres de construcció de l'Observatori del Mont Palomar del Institut Tecnològic de Califòrnia. Quan va estar acabat el 1951, va sol·licitar la seva jubilació i es va retirar a viure a Claremont, uns cinquanta quilòmetres a l'est de Los Angeles.
La obra més coneguda de Mason, escrita conjuntament amb el seu deixeble Warren Weaver, va ser el clàssic llibre de text The Electromagnetic Field (1929) que es va reeditar nombroses vegades al llarg del segle xx.